# Пітер Остін
Пітер Остін (англ. Peter Austin; 18 липня 1921 — 1 січня 2014) — британський пивовар, засновник компанії Ringwood Brewery, співзасновник та перший голова Товариства незалежних пивоварів (англ. Society of Independent Brewers). Він побудував близько 140 нових пивоварних заводів у Великій Британії та 16 інших країнах світу.

## Життєпис
Пітер Остін народився в місті Едмонтон (Лондон) 18 липня 1921 року, у сім'ї тісно пов'язаній з броварством. Його двоюрідний дідусь мав пивоварню в Крайстчерч, а батько працював на компанію Pontifex, що спеціалізувалася на постачанні пивоварного обладнання.
Першим коханням Пітера були човни а не пиво, він багато плавав у гавані Пул під час шкільних канікул. Пізніше деякий час пропрацював у P&O Cruises, проте захворів туберкульозом і повернувся додому з Австралії. Коли почалася Друга світова війна, стан здоров'я дозволив Пітеру не брати участь у бойових діях, і він почав працювати у пивоварному бізнесі.

## Кар'єра
Пітер Остін стажувався та навчався пивоварному мистецтву в декількох невеликих пивоварнях, у 1945 році почав працювати в Hull Brewery, де став головним пивоваром. Після поглинання компанії харчовим гігантом Northern Foods у 1975 році, Остін залишив Hull Brewery і через три роки заснував власну броварню Ringwood Brewery.